# Ovelacker

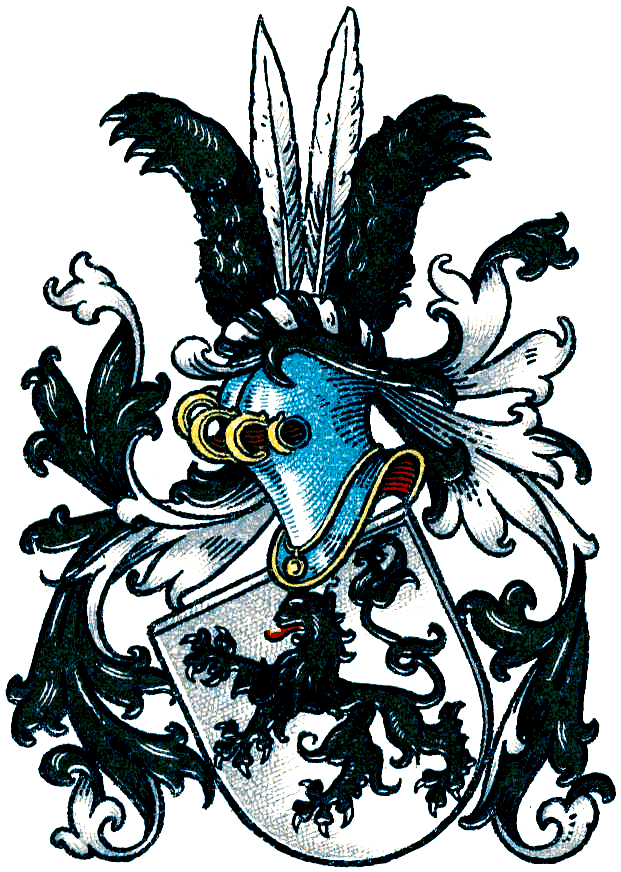
Wappen derer von Ovelacker im Wappenbuch des Westfälischen Adels

Ovelacker (auch Overlacker, Ufelacker o. ä. bzw. in frühen Zeiten auch Drire, Driere, Dreer nach einem Stammsitz in Langendreer) ist der Name eines westfälischen Rittergeschlechts, das zum Uradel der Grafschaft Mark gehörte.
Das Geschlecht ist zu unterscheiden von dem Adelsgeschlecht Dreer, das sich etwas später ebenfalls nach einem Stammsitz in Langendreer nannte, aber ein anderes Wappen führte.

## Herkunft
Heinrich von Ovelacker, auch Henricus de Driere genannt, lässt sich als erster seines Geschlechts nachweisen. Er war als miles (Ritter) 1223 im Gefolge des Grafen Adolf von Altena, des Stammvaters der Grafen von der Mark. In den 50er/60er Jahren des 13. Jahrhunderts standen er, später auch seine Söhne Eberhard und Wulfhard als Burgmannen (Ministeriale, Castellane) in den Diensten der Gegenseite, des Grafen Dietrich von Altena-Isenberg-(Hohen-)Limburg. Im Jahr 1266 bezeugte Graf Dietrich, dass die Witwe und Kinder des Ritters Heinrich Uvelacker, ihren Stammsitz in Drire, heute der Niederschultenhof bzw. Maihof in Langendreer, an das Kloster Elsey übertragen bzw. für 80 Mark verkauft haben.
Die Hauptgebäude des Niederschultenhofes waren von Gräften umgeben. Außerdem gehörte zum Hof eine Wassermühle mit ihrem Teich und zwei Kotten. Die  Ritter von Ovelacker waren eines der bedeutendsten märkischen Adelsgeschlechter. Ob sie von altsächsischem Adel und noch früher ortsansässig waren, oder erst in gräflichen Diensten geadelt wurden, lässt sich nicht mehr feststellen. Es gilt lediglich als sicher, dass bereits vor dem 13. Jahrhundert ein adeliges Geschlecht in Langendreer existierte, von dem die von Ovelacker evtl. deren Ländereien und Rechte, darunter das Patronatsrecht, übernahmen, sei es durch direkte Abstammung, Einheirat, käufliche Übertragung oder andere Gründe für einen Wechsel in der Belehnung.
Die Adelsfamilie Ovelacker hatte aber sicherlich ihren Stammsitz schon vor 1266 auf den erstmals im Jahr 1373 erwähnten Niedernhof(f) bei Hengstey, unweit der Lennemündung in die Ruhr, verlegt. Somit in die Nähe ihres Grafen auf der (Hohen-)Limburg. Der später repräsentativ ausgebaute Adelssitz fiel 1928 dem Aufstau der Ruhr als Hengsteysee zum Opfer. Das Patronatsrecht in Langendreer behielten die Herren von Ovelacker, zumal sie weiterhin für Jahrhunderte Grundherren von mindestens zehn Langendreerer Höfen und mehreren Kotten blieben.

## Geschichte

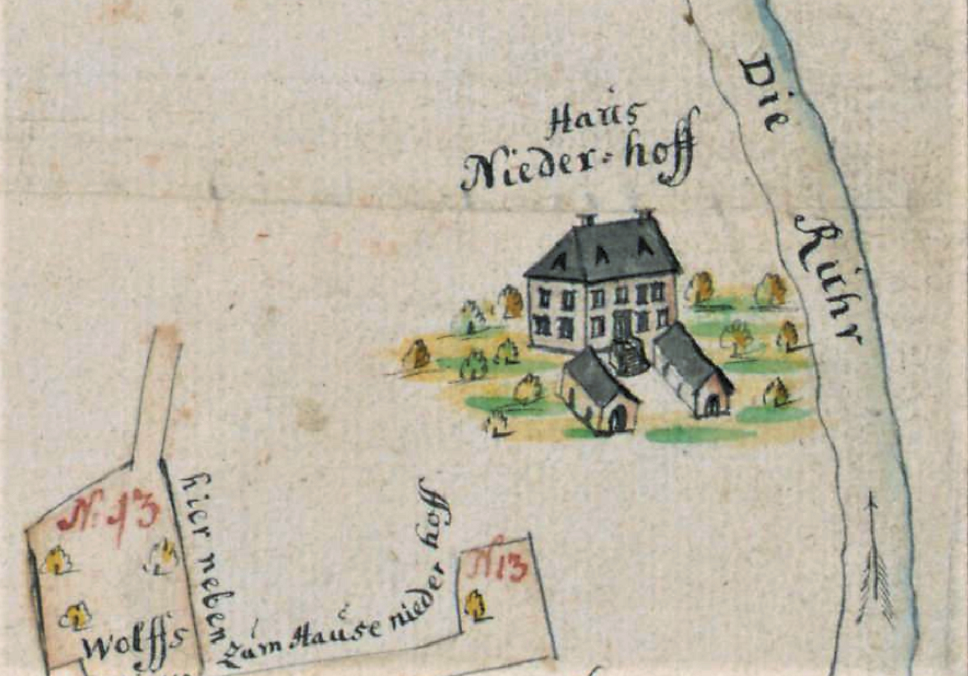
Zeichnung von Haus Niedernhofen an der Ruhr aus dem Jahr 1770

Am 11. Juli 1335 wurde Evert Ovelacker für sechs Jahre als erster gemeinsamer Freigraf des Grafen Konrad IV. von Lindenhorst, der Stadt Dortmund und der Grafschaft Limburg erwählt. Bestätigt danach von Kaiser Ludwig IV. bei Everts Reise nach Nürnberg. 1375 siegelte der Droste von Wetter Everhardi von Ovelacker eine Urkunde mit dem Kloster Cappenberg. Bernd von Ovelacker zum Niedernhoff war 1418 Burgmann zum Haus Villigst. Am 3. Juli 1424 schenkte Bernd der Stiftskirche in Herdecke seinen Hof Einhaus in Hengstey zur Stiftung einer Memorie. Hillegard von Ovelacker war 1423 verheiratet mit Rötger von Neuhoff, genannt dey Duve. Neben dem Zweig von Ovelacker zu Niedernhofen war 1422 durch Einheirat in das Adelshaus von Wischlingen eine zweite Linie entstanden. Zudem besaß die Familie im 15. Jahrhundert Haus Temminghoven und später bis 1654 das Rittergut Darl in Erle. Evert Ovelacker zu Niedernhofen war 1505 mit Elisabeth von Syberg verheiratet. Maria Ovelacker Priorin im Kloster Gevelsberg. Lucie Ovelacker zwischen 1526 und 1542 Äbtissin des Stifts Herdecke. Im letzten Drittel des 17. Jahrhunderts war Diederich Caspar Bernhard Ovelacker Herr zu Niedernhofen, verheiratet mit Sibilla von Friesendorf. Mit ihrem kinderlosen Sohn Arnold Anton Diedrich Ovelacker starb im Jahr 1716 die Linie zu Niedernhofen, und damit auch das gesamte Adelsgeschlecht Ovelacker, im Mannesstamm aus.
Ein Evert Ovelacker war von 1348 bis 1382 Richter zu Essen und wohnte in Bodelschwingh. Johann Ovelacker war 1396 Schulte in Huckarde und wurde ab 1415 vom Stift Essen zum obersten Schulten und Verwalter des Amtshofes Huckarde bestellt. Sein Sohn Tönnies wurde 1421 vom Werdener Abt mit dem Sattelhof Abdinghof in Waltrop belehnt. Am 1. Juni 1411 bekommt Hermann Ovelacker für ein gegebenes Darlehen von 1500 Gulden die Pfandbenutzung von Schloss Landsberg und die Amtmannschaft zu Angermund. 1419 werden Hermann zusammen mit Johann von Altenbockum die Burg Blankenstein und die Stadt Hattingen verpfändet. 1425 ernennt der Graf von der Mark Gerhard von Kleve, Hermann zum Amtmann von Schwarzenberg in Plettenberg. Nach ihm übernahmen seine Söhne Johann und Dietrich die Ämter Schwarzenberg und Hörde, sowie die Weide- und Jagdrechte vor der Burg Schwarzenberg. Seinen Anteil an der Herrschaft Elberfeld und der Burg Elberfeld überträgt Bernd Ovelacker 1425 an Herzog Adolf VII. von Jülich-Berg. 1441 schwört ein Ebert Ovelacker dem Hause Nassau-Dillenburg Urfehde. Am 26. September 1493 wurde Dietrich Ovelacker mit einigen Fußknechten auf freier Straße bei Bredelar von Hermann von Hanxleden, Gert von Ense u. a. ermordet. Diederich Ovelacker zu Leythe wurde im Jahr 1565 in Dortmund erstochen.
Ein Absalon Ovelacker war zwischen 1541 und 1571 Richter zu Kleve. Rotger Ovelacker zu Leythe um 1550 Pastor zu Castrop. Anna Ovelacker von 1565 bis 1589 Kanonisse im Stift Nottuln. Werner Ovelacker ab Anfang des 17. Jahrhunderts Propst zu St. Patrokli in Soest. Anna Catharina Ovelacker von 1619 bis 1628 Äbtissin des Stifts Cappel und Jaspar Ovelacker war im Stift Cappel Propst.
Im 16. Jahrhundert verzweigte sich die Adelsfamilie in mehrere Linien. Im Herzogtum Westfalen zwischen 1527 und 1630 in die Linien Ovelacker zu Antfeld, zu Bestwig, zu Gevelinghausen und zu Ostwig. Heinrich Ovelacker zu Antfeld war verheiratet mit Beatrix von Galen, deren Familie nach Heinrichs Tod im Jahr 1648 Antfeld erbte. Gevelinghausen war seit 1531 in Besitz der Familie. 1555 wurde Jaspar Ovelacker († 1558) mit Gevelinghausen belehnt. Er war seit 1551 mit Elisabeth von Syberg († 1610) verheiratet und hatte mit ihr vier Kinder. Ihr Sohn Johann besaß ab 1582 als Lehen des Stifts Meschede auch Haus Laer und ab 1587 Haus und Güter in Ostwig sowie die Hälfte der Höfe Bestwig und Horn. Im November 1593 lagerte Johann mit Kriegsvolk in bredelarschen Klöstern. Nach dem Tod Johanns im Jahr 1598 verkaufte sein Sohn, der kurkölnische Kapitän Caspar Ovelacker, den Gevelinghauser Anteil 1602 an Wilhelm von Westphalen.
In der Grafschaft Mark verzweigte sich die Familie in die Linien Ovelacker zu Niedernhofen (s. o.), zu Goldschmieding, zu Leythe und zu Wischlingen. Das befestigte Gut Goldschmieding erbte Wilhelm Ovelacker im Jahr 1442 und blieb in Besitz der Familie bis Ende des 16. Jahrhunderts, als die Erbtochter von Goldschmieding Anna Margaretha Ovelacker den Johann von Schell zu Rechen heiratete. Haus Leythe kam 1530 an Rutger Ovelacker durch Heirat mit der Erbtochter des Hauses Anna von Backum und blieb in Besitz der Familie bis Anfang des 18. Jahrhunderts. Haus Wischlingen gehörte seit der zweiten Hälfte des 14. Jahrhunderts zu gleichen Teilen den Familien von Frydag und Ovelacker. Deren Hälfte war Mitte des 15. Jahrhunderts in Besitz von Bernd Ovelacker († 1516) und Sophie geb. von der Leithen. Ihre Kinder, vier Söhne und zwei Töchter, wanderten ab 1495 nach Livland aus. Hermann und Tönnies wurden Ordensritter. Diederich und Bernd I. Ovelacker († 1518/19) gründeten dort 1501 die Linie zu Pallifer. Bischof Johann zu Oesel und Wyk hatte den beiden Gut Pallifer verlehnt. 1518 war Bernd II. Ovelacker († 1566) Vorsteher der Kirche zu Pönal und 1548 Mannrichter in der Wyk. Im Livländischen Krieg verliert er 1559 Pallifer, bekam es aber später wieder zurück. Bernds II. Sohn, Jacob, der letzte männliche Ovelacker der Linie, Vasall der Reußen, verliert dadurch aber Pallifer endgültig. Hermanns Sohn Johann I. († nach 1546), war 1507 im Gebiet Rositten, gründete dann aber 1517 im Kirchspiel Helmet die Linie Ovelacker von Hof zum Felde. Er hatte zwei Söhne, Johann II. und Philipp Ovelacker. Der Sohn von Johann II., Johann III. († 1602), war letztes männliches Mitglied dieser Linie. Seine zweite Frau Anna geb. von Patkul wurde 1617 feierlich im Dom zu Riga bestattet. Erbin war aus Johanns III. erster Ehe, Tochter Margarete, verheiratet mit Johan III. von Patkul.

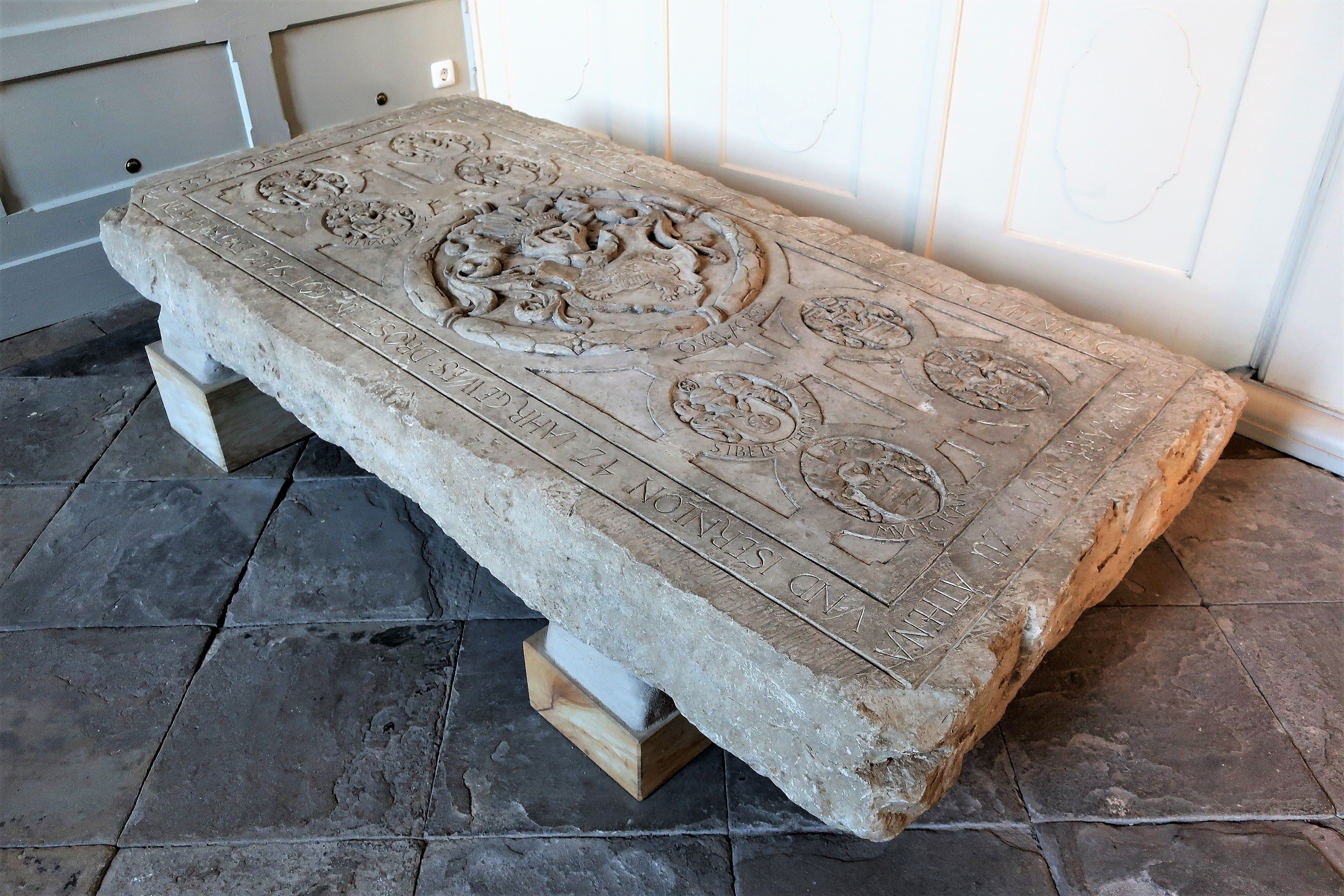
Grabplatte Diederich Ovelacker

Diederich Ovelacker, Herr zu Wischlingen, Gevelinghausen, Grevel und Grimberg, war märkischer Rat und Stallmeister der Herzöge von Kleve. Er war ein Sohn von Jaspar Ovelacker und Elisabeth von Syberg. 1580 übertrug ihm Herzog Johann Wilhelm von Kleve die Verpfändung von Haus Mark. Das Rittergut Wiggeringhausen war seit 1583 in seinem Besitz. 1584 heiratete er Christina von Plettenberg. Das Ehepaar bekam die Kinder Margarethe, Johann Henrich und Werner. 1585 nahm Diederich als Turnierteilnehmer an der Jülicher Hochzeit teil. Herzog Johann Wilhelm ernannte seinen Stallmeister im Jahr 1592 zum Amtmann (Drost) über Schloß, Freiheit und Amt Altena, das Vest Lüdenscheid und die Ämter Breckerfeld und Iserlohn. Diederich selbst sollte im Amtshaus auf Burg Altena mit sechs wehrhaften Männern wohnen. Nach dem frühen Tod seiner Ehefrau heiratete er 1599 in zweiter Ehe Christina von Wachtendonk. 1611 heiratete Tochter Margarethe den Johann Friedrich Quadt, Herr zu Landskron. Im gleichen Jahr erwarb Diederich das Rittergut Haus Hemer und ließ es bis 1614 baulich umgestalten. Wegen der hohen Kosten verkaufte er am 8. September 1612 seine Hälfte an Haus Wischlingen mit allem Zubehör an Georg von Syberg († 1627). Behielt aber Gut Hocklinghausen, seit 1612 ein Lehen der Herrschaft Limburg-Styrum. Einkünfte und  Zehnt bekam er zudem aus einem Bleibergwerk in Oberhemer. Diederich starb am 1. September 1633 und wurde in Altena begraben. Laut seinem Testament ermöglichte eine Stiftung, dass vier Mal im Jahr Speck und Brot an die Armen in Altena und Hemer verteilt werden konnte. Diederichs Witwe Christina geb. Wachtendonk vermachte 1657 testamentarisch dem Franziskaner-Konvent in Dortmund 400 Reichstaler. Haus Hemer wurde von der Familie Wachtendonk 1664 an die von Brabeck zu Letmathe verkauft.
Diederichs Sohn Werner Ovelacker zu Grimberg führte 1622 im Dreißigjährigen Krieg als Rittmeister eine 109 Mann starke Kompanie im Virmond'schen Reiterregiment. 1624 war er als kurkölnisch-bayerischer Obristleutnant im Regiment Blankart. 1626 zudem mit dem Titel eines Pfalz-Neuburgischen Kammerherrn. Am 30. Oktober 1628 trug Werner in Düsseldorf die Standarte der Grafschaft Mark bei der Prozession zum Staatsbegräbnis des verstorbenen Herzogs Johann Wilhelm von Jülich, Cleve und Berg. 1630 wurde Werner zum Obristen befördert. Im gleichen Jahr klagte er auch vor dem Reichskammergericht wegen seiner Anteile an den Häusern Gevelinghausen, Grevel, Grimberg und Hemer. Am 3. Mai 1632 erschoss Werner zu Pferd vor der Jesuitenkirche in Köln seinen ehemaligen Vorgesetzten, den kaiserlichen Generalwachtmeister Freiherr Johann von Viermund. Das Motiv für die Tat ist nicht bekannt. Danach konnte Werner laut einer Kölner Zeitung vom Tatort fliehen und Kurkölner Gebiet unbehelligt verlassen. Werner ging in französische Dienste und wurde im Oktober 1634 von der Krone beauftragt, in Westfalen eine 3000 Mann starke deutsche Hilfstruppe zu werben. Diesem Wunsch Richelieus verweigerte sich aber Landgraf Wilhelm von Hessen und lehnte die Werbung des Obristen ab. Im Februar 1635 kehrte Werner unverrichteter Dinge nach Frankreich zurück. Danach soll sein in den Generalstaaten stehendes Regiment ca. 2000 Mann stark gewesen sein. Im März 1637 starb Werner Ovelacker in Wesel. Der Wirt, in seiner Unterkunft, berichtet: „2 Martii den Herren Obristen des Morgens todt hier gebracht“. In Frankreich wurde Werners Tod bedauert, in seiner märkischen Heimat wurde er aber durch sein Verhalten der Majestätsbeleidigung („criminis laesae maiestatis reus“) beschuldigt.

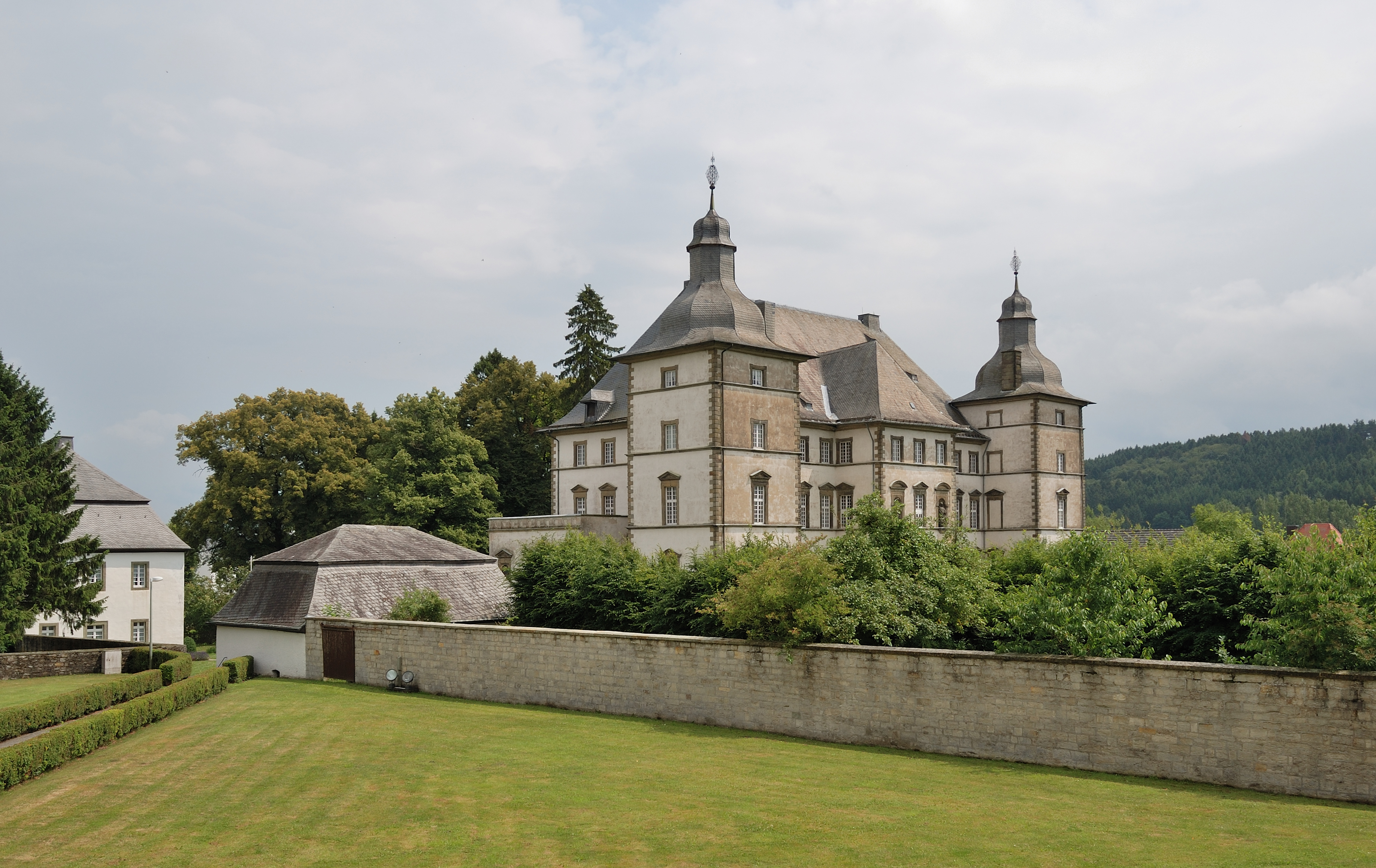
Deutschordenskommende Mülheim

Einige Familienangehörige waren Ordensritter des Deutschen Ordens. Eberhard Ovelacker war 1406 Komtur der Deutschordenskommende Bremen. Hermann Ovelacker zu Wischlingen 1497 Hauskomtur im livländischen Fellin, von 1502 bis 1512 Vogt zu Karkus, 1513 Ehrentitel Marschall zu Karkus, 1515 vorübergehend Komtur im deutschen Bremen und von 1518 bis 1527 Komtur im livländischen Talkhof. Hermann starb vor 1539. Sein Bruder Tönnies war bis 1507 Kumpan zu Soneburg, von 1507 bis 1517 Vogt zu Rositen und von 1517 bis 1527 Vogt zu Soneburg. Tönnies starb vor 1535. Zwischen 1529 und 1577 waren in Deutschland Hermann, Wilhelm und Rudger Ovelacker nacheinander Komtur zu Welheim.
Rab Dietrich Ovelacker war von 1609 bis 1632 Landkomtur der Ballei Westfalen und Komtur von Mülheim und St. Georg in Münster sowie Kurfürstlicher Kölnischer Geheimer Rat. Belehnt war Dietrich seit 1605 mit einem Hof in Gievenbeck und ab 1610 mit dem Zehnten in Altenmellrich. Er ließ neben der Komturei Mülheim nach einem Brand eine neue Kirche bauen. Außerdem zum Schutz und zur Sicherheit um das Kommendegelände einen steinernen Ring mit vorgelagertem Burggraben ziehen. Während des Dreißigjährigen Krieges war Dietrich in seiner Funktion als Landkomtur oft in Westfalen unterwegs und bekam daher vom Prinzen von Oranien und Graf Tilly einen Pass ausgestellt. 1625 ließ Dietrich eine Kapelle zu Ehren der hl. Barbara und des hl. Antonius in Waldhausen errichten. Vermutlich in Zeiten der Pest eine Seuchenkapelle.
An das ehemalige Adelsgeschlecht erinnert heute in Bochum-Langendreer und in Dortmund-Wischlingen eine Ovelackerstraße.

## Wappen
Das Wappen zeigt in Silber einen rechts-springenden schwarzen Löwen. Auf dem Helm mit schwarz-silbernen Decken und schwarz-silbernem Wulst zwei silberne Federn zwischen zwei schwarzen Bärentatzen.

## Mitglieder
- Eberhard Ovelacker (auch: Evert) († 1537) war ein Landsknechtsführer